# 斑頭南鰍
斑頭南鰍（學名：Schistura maculiceps）為輻鰭魚綱鯉形目條鰍科南鰍屬的其中一種。分布於亞洲婆羅洲西部淡水流域，體長可達11.6公分，棲息在河川底中層水域，生活習性不明。

## 扩展阅读
維基物種上的相關：斑頭南鰍